# Kinder čokoláda
Kinder čokoláda je cukrářský výrobek italské firmy Ferrero.

## Související produkty
Firma Ferrero vyrábí kromě Kinder čokolády také další produkty označené jako Kinder (pro děti): Kinder maxi king, Kinder pingui, Kinder burizona, Kinder mléčný řez, Kinder paradiso, Kinder choco fresh, Kinder bueno, Kinder happy hippo a Kinder Surprise.